# باربرا سامرز
باربرا سامرز (بالإنجليزية: Barbara Summers) (6 سبتمبر 1944 - نوفمبر 2014)؛ كاتِبة، عارضة وروائية أمريكية. درست في جامعة بنسيلفانيا.